# Cathédrale du Sacré-Cœur d'Aliwal North
Pour les articles homonymes, voir Cathédrale du Sacré-Cœur.
La cathédrale du Sacré-Cœur, située à Aliwal North, capitale de la province du Cap-Oriental en Afrique du Sud, est le siège de l'évêque du diocèse d'Aliwal (en).